# Pierse Long
Pour les articles homonymes, voir Long.
Pierse Long est un colonel de l'armée continentale et polititien. Il sert lors de la guerre d'indépendance des États-Unis.

## Biographie
Ses parents viennent d'Irlande. Il est marchand de bois à Portsmouth dans le New Hampshire. Durant la révolution, il est membre de la société de Portsmouth. Durant la guerre d'indépendance des États-Unis, il est nommé colonel. Il participe aux batailles de Saratoga. Il commande un régiment durant la bataille de Fort Ann et le siège de Fort Ticonderoga.
Il devient membre du Congrès des États-Unis de 1785 à 1786.